# Microsoft Defender
Windows Sicherheit oder Microsoft Defender Antivirus (früher Windows Defender Antivirus, kurz auch Windows Defender, zuvor Windows AntiSpyware genannt) ist eine von Microsoft für dessen Betriebssystem Windows entwickelter Virenschutz zur Erkennung von potenziell unerwünschter Software (vorwiegend Malware wie Computerviren und Spyware). Der Windows Defender ist unter Windows 11, Windows 10 sowie Windows 8 bereits vorinstalliert und stand früher – bis zum Ende der jeweiligen Unterstützung – auch für Windows Server 2003 Service Pack 1 (oder höher), Windows XP mit Service Pack 2, Windows Vista und Windows 7 zur Verfügung.
Die Software wurde ursprünglich als Windows AntiSpyware entwickelt, bevor sie als Windows Defender weiterentwickelt und (später) mit den Microsoft Security Essentials zusammengeführt wurde. Seit der Windows-10-Version 1909 sind die Einstellungen des Programms über den dort Windows-Sicherheit genannten Verwaltungsbereich änderbar.

## Geschichte
Am 9. Dezember 2011 wurde eine Offline-Version vorgestellt, die von optischen Datenträgern oder USB-Sticks starten kann. Mithilfe eines Assistenten ist es möglich, das eigentliche Virenschutzprogramm auf ein Medium wie einen USB-Stick oder eine CD-R zu übertragen. Ziel des Vorgangs ist es, Schadsoftware zu entfernen, welche mit hochgefahrenem Betriebssystem nicht entfernt werden kann. Das System wird während des Prozesses einem Neustart unterzogen und in die Wiederherstellungsumgebung geladen.
Mit Windows 8 wurde der Defender um die Virenschutzfunktion der Microsoft Security Essentials erweitert und gleichzeitig fester Bestandteil des Betriebssystems.
Im April 2018 wurde zudem eine als ‚Windows Defender Browser Protection‘ bezeichnete Chrome-Erweiterung veröffentlicht, welche den Nutzer vor Phishing-Seiten schützen soll.

## Funktionen
Der Microsoft Defender Antivirus bietet weitreichende Funktionen des Virenschutzes. Einige dieser Funktionen sind beispielsweise:

### Echtzeitschutz
Die Funktion „Echtzeitschutz“ überprüft Dateien, mit welchen der Nutzer interagiert, bevor diese geladen und ausgeführt werden. Sollte etwa eine schädliche Datei heruntergeladen werden, kann der Echtzeitschutz deren Ausführung verhindern.

### Automatisierte Aktualisierungen der Bedrohungsdefinitionen
Aktuelle Bedrohungsdefinitionen werden standardmäßig automatisch über Windows-Update ausgeliefert.

### Überwachter Ordnerzugriff
Über den Microsoft Defender können Ordner ausgewählt werden, welche besonders geschützt werden. Im Falle eines Angriffes sollen so Datenverluste minimiert werden.

### Sicherer Start
Mit dem sicheren Start soll verhindert werden, dass Rootkits beim Start des Systems geladen werden.

### Familienoptionen
In den Familienoptionen kann die Nutzung des PCs überwacht und begrenzt werden. Beispielsweise können individuelle Benutzungszeiten festgelegt und Internetseiten gesperrt werden.

## Zuverlässigkeit
Oftmals wurde der Microsoft Defender als nicht ausreichender Virenschutz bezeichnet. Diese Behauptungen basierten auf zahlreichen Tests, in denen er vergleichsweise schlecht abschnitt. Neuere Tests zeigen allerdings, dass der Microsoft Defender unter Windows 10 durchaus ein vollwertiges Virenschutzprogramm darstellt. Bei AV-Test im Juni 2019 holte sich der Microsoft Defender zusammen mit drei kostenpflichtigen Programmen den Testsieg. Bei einem Test von Virenscannern für Windows 10 durch Chip in Zusammenarbeit mit AV-Comparatives gelangte der Microsoft Defender auf Platz 14 von 18; kritisiert wurden unter anderem der hohe Verbrauch von Ressourcen und die hohe Anzahl von Fehlalarmen.